# Vockerode
Vockerode este o comună din landul Saxonia-Anhalt, Germania.